# 1863
Промислова революція •  Національно-визвольні рухи • Робітничий рух •  Колоніальні імперії •  Рісорджименто •  Громадянська війна у США.

## Геополітична ситуація
У Росії царює імператор Олександр II (до 1881). Російській імперії належить більша частина України, значна частина Польщі, Грузія, Закавказзя, Фінляндія, Аляска. Україну розділено між двома державами — Королівство Галичини та Володимирії належить Австрії, Правобережжя, Лівобережжя та Крим — Російській імперії.
В Османській імперії править султан Абдул-Азіз (до 1876). Під владою османів перебувають Близький Схід та Єгипет, Середземноморське узбережжя Північної Африки, Болгарія. Васалами османів є Сербія та Боснія, Волощина та Молдова.
В Австрійській імперії править Франц-Йосиф I (до 1916). Імперія охоплює, крім власне австрійських земель, Угорщину з Хорватією, Трансильванію, Богемію. На троні сидить Вільгельм I (до 1888). Королівство Баварія очолює Максиміліан II (до 1864). Австрія, Пруссія, Баварія та інші німецькомовні держави об'єднані в Німецький союз.
У Франції править Наполеон III Бонапарт (до 1870). Франція має колонії в Алжирі, Карибському басейні, Південній Америці та Індії. На троні Іспанії сидить Ізабелла II (до 1868). Королівству Іспанія належать частина островів Карибського басейну, Філіппіни. У Португалії править Луїш I (до 1889). Португалія має володіння в Африці, Індії, Індійському океані й Індонезії.
У Великій Британії триває Вікторіанська епоха — править королева Вікторія (до 1901). Британія має колонії в Північній Америці, на Карибах та в Індії. Королівство Нідерланди очолює Віллем III (до 1890). Король Данії та Норвегії — Кристіан IX (до 1906), на шведському сидить Карл XV (до 1872). Королівство Італія, очолює Віктор Емануїл II (до 1878). Існує Папська держава з центром у Римі.
Бразильську імперію очолює Педру II (до 1889). Посаду президента США займає Авраам Лінкольн, триває Громадянська війна. Територія на півночі північноамериканського континенту, Провінції Канади, належить Великій Британії, територія на півдні континенту — Мексиці.
В Ірані при владі Каджари. Владу над Індостаном утримує Британська корона. У Бірмі править династія Конбаун, у В'єтнамі — династія Нгуєн. У Китаї володарює Династія Цін, триває Тайпінське повстання. У Японії триває період Едо.

## Події

### В Україні
- 18 липня до Київського цензурного комітету міністром внутрішніх справ Російської імперії Петром Валуєвим надіслано таємний циркуляр, відомий як Валуєвський указ.
- Семен Гулак-Артемовський поставив у Петербурзі оперу «Запорожець за Дунаєм».

### У світі

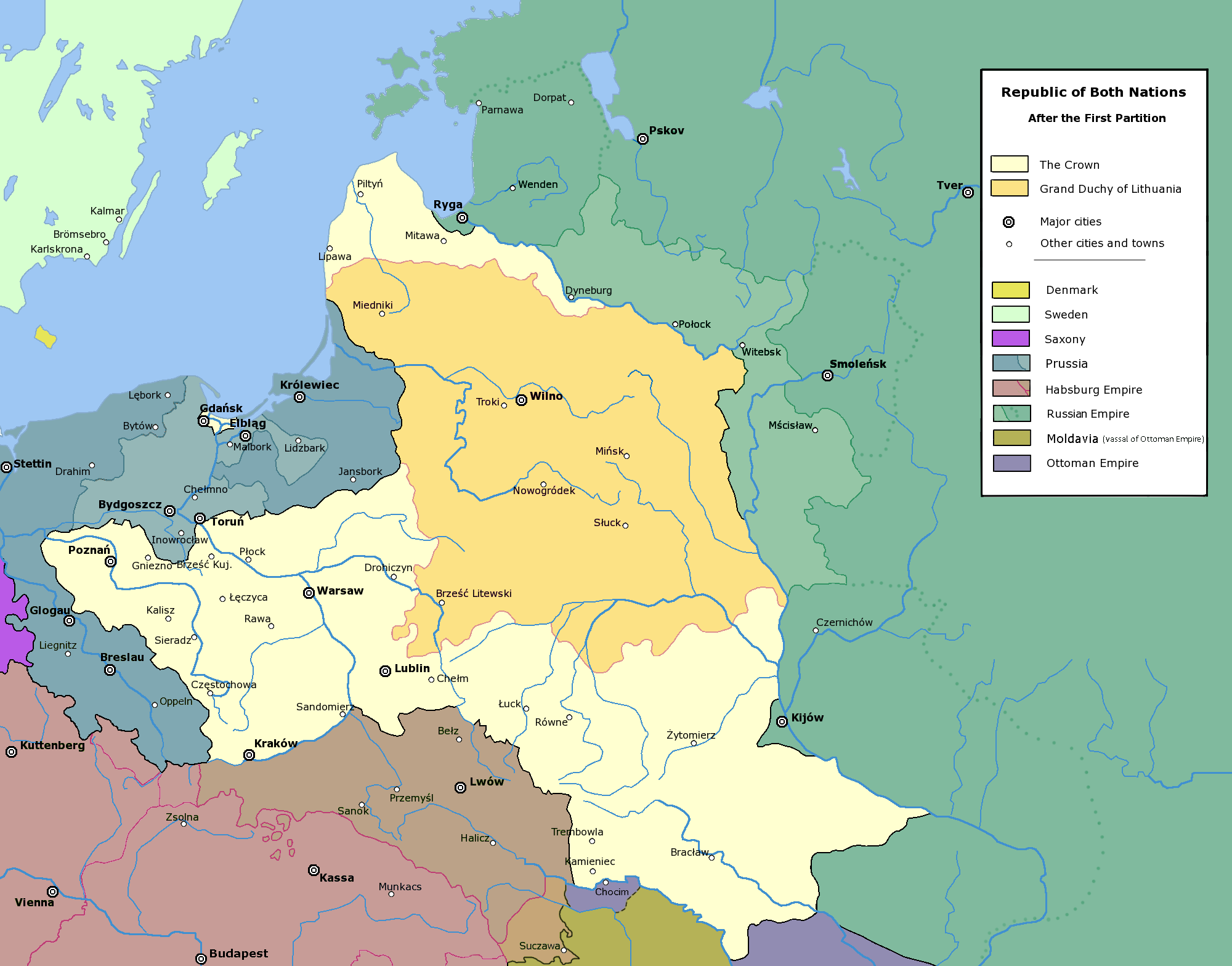
І розділ РП, 1772

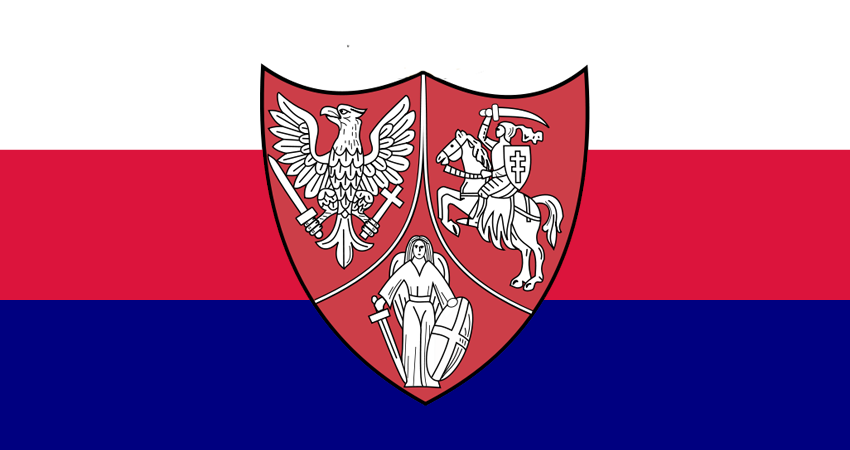
Прапор січневого повстання

- 1 січня президент США Авраам Лінкольн підписав «Прокламацію про визволення рабів».
- У січні у Польщі спалахнуло Січневе повстання 1863 — виступ національно-революційних сил на частині земель колишньої Речі Посполитої проти російського панування і за відновлення Речі Посполитої (яку розуміли як Польща) в межах 1772 року.
- 30 березня королем Греції обрано Георга I.
- 1—4 травня конфедерати генерала Роберта Едварда Лі завдали поразки Союзу в битві під Чанселорсвіллом.
- 7 червня французькі інтервенти увійшли в Мехіко.
- 20 червня Західна Вірджинія стала 35-им штатом США.
- 1—3 липня відбулася битва під Геттісбургом — найбільша баталія Громадянської війни в США.
- 9 серпня в Японії стався інцидент Бункю.
- 3 жовтня президент США Авраам Лінкольн затвердив останній четвер листопада як День подяки.
- 15 листопада Кристіан IX замінив на троні Данії Фредеріка VII.
- 19 листопада президент США Авраам Лінкольн виголосив Геттісбурзьку промову.

### У суспільному житті
- У Новій Зеландії побудована перша залізнична лінія Крайстчерч — Фермід, протяжністю 4 км.
- У Лондоні почав діяти перший у світі метрополітен (протяжність лінії 3,6 км). Локомотив був на паровій тязі.
- Засновано Міланську політехніку.
- Народилася компанія Bayer.
- Відбулося перше засідання Міжнародного комітету Червоного Хреста.
- Від Католицької Апостольської церкви відкололася Новоапостольська церква.
- Адам Опель заснував компанію Opel.
- Фердинанд Лассаль заснував «Загальну німецьку робітничу спілку» — першу Соціалістичну партію Німеччини.
- Фінська мова отримала рівні права зі шведською у Великому князівстві Фінляндському.
- Почалося масове розмноження та поширення філоксери.

### У науці
- І. М. Сєченов видав трактат «Рефлекси головного мозку», в якому вперше розкрив роль рефлексів.
- У США видали патент на вогнегасник.
- У Сполученому Королівстві запатентовано лінолеум.

### У мистецтві
- Жуль Верн надрукував свій перший роман «П'ять тижнів на повітряній кулі».
- Ференц Ліст написав «Іспанську рапсодію».
- Йоганнес Брамс скомпонував «Варіації на тему Паганіні».
- 15 травня розпочав роботу Салон відхилених — виставка, паралельна офіційній французькій, на якій представлено полотна та скульптури, відхилені в 1860—1870-х роках журі Паризького салону.

### У спорті
- 26 жовтня у Лондоні засновано Футбольну асоціацію.

## Народились
Див. також Категорія:Народились 1863
- 1 січня — П'єр де Кубертен, французький громадський діяч
- 19 січня — Серафимович Олександр Серафимович, російський письменник
- 12 березня — Вернадський Володимир Іванович, український вчений
- 27 березня — Ройс Генрі, англійський промисловець, один з співзасновників компанії «Rolls-Royce Limited»
- травень — Городецький Владислав Владиславович, київський архітектор-модерніст
- 30 липня — Форд Генрі, конструктор автомобілів, засновник корпорації «Форд Мотор»
- 28 серпня — Блондель Андре, французький фізик, винахідник осцилографа
- 27 листопада — Кобилянська Ольга Юліанівна, українська письменниця
- Єрсен Александр Жан Еміль
- Андріяшев Олександр Михайлович
- Блауман Рудольф
- Блуменфельд Фелікс Михайлович
- Бобринський Георгій Олександрович
- Боніфасіо Андрес
- Бордуляк Тимофій Гнатович
- Бєлоусов Іван Олексійович
- Грінченко Борис Дмитрович
- Панькевич Юліан Іванович
- Петрушевич Євген
- Попович Климентина
- Сокальський Володимир Іванович
- Сологуб Федір
- Станіславський Костянтин Сергійович
- Стех Володимир Василь
- Фотинський Орест Авксентійович
- Франц Фердінанд
- Шарапова Ганна Миколаївна

## Померли
Див. також Категорія:Померли 1863
- 24 грудня — англійський письменник Вільям Теккерей.
- Стевен Християн Християнович, засновник Нікітського ботанічного саду.
- Верне Еміль-Жан-Орас
- Коженьовський Юзеф
- Симиренко Платон Федорович
- Щепкін Михайло Семенович
- Яхимович Григорій